# Кентшинский отдельный разведывательный отряд Войск охраны пограничья
Кентшинский отдельный разведывательный отряд Войск охраны пограничья (пол. Samodzielny Oddział Zwiadowczy WOP Kętrzyn) — отряд в организационной структуре Войск охраны пограничья, существовавший в 1956—1957 годах.

## Краткая история
В соответствии с приказом № 013/WW от 6 июля 1956 года на базе 19-й бригады ВОП были образованы Манёвренная группа ВОП (пол. Grupę Manewrową WOP) и Отдельный разведывательный отряд ВОП (пол. Samodzielny Oddział Zwiadowczy WOP). Первым командиром отряда стал майор Вацлав Куровский.
Отряд подчинялся 2-му разведывательному управлению Войск охраны пограничья.
В соответствии с приказом № 07/WW от 24 апреля 1957 года на базе Маневренной группы и Отдельного разведывательного отряда ВОП 1 мая того же года началось формирование 19-го Кентшинского отдела ВОП.

## Организационная структура
- Командир отряда — пограничное полномочное лицо (пол. pełnomocnik graniczny)
- Заместитель командира отряда и секретарь пограничного полномочного лица
- 3 офицера отряда
- Следователь
- Канцелярия отряда
- Пограничные заставы[пол.]:
  - Оловник[пол.]
  - Щурково[пол.]
  - Гроново[пол.]
  - Голдап[пол.]
- Пограничные пункты пропуска[пол.]: Бранево[пол.] (авто), Бартошице (ж/д) и Скаднава (ж/д)